# لورينزو مورايس
لورينزو مورايس هو سياسي كندي، ولد في 3 مارس 1933 في كندا، وتوفي في 30 أغسطس 2013 في ميمرامكوك في كندا. حزبياً، نشط في الحزب التقدمي المحافظ في نيو برونزويك ‏.